# Nguyễn Phan Quế Mai
Nguyễn Phan Quế Mai (Provincia di Ninh Binh, 1973) è una scrittrice e poetessa vietnamita.

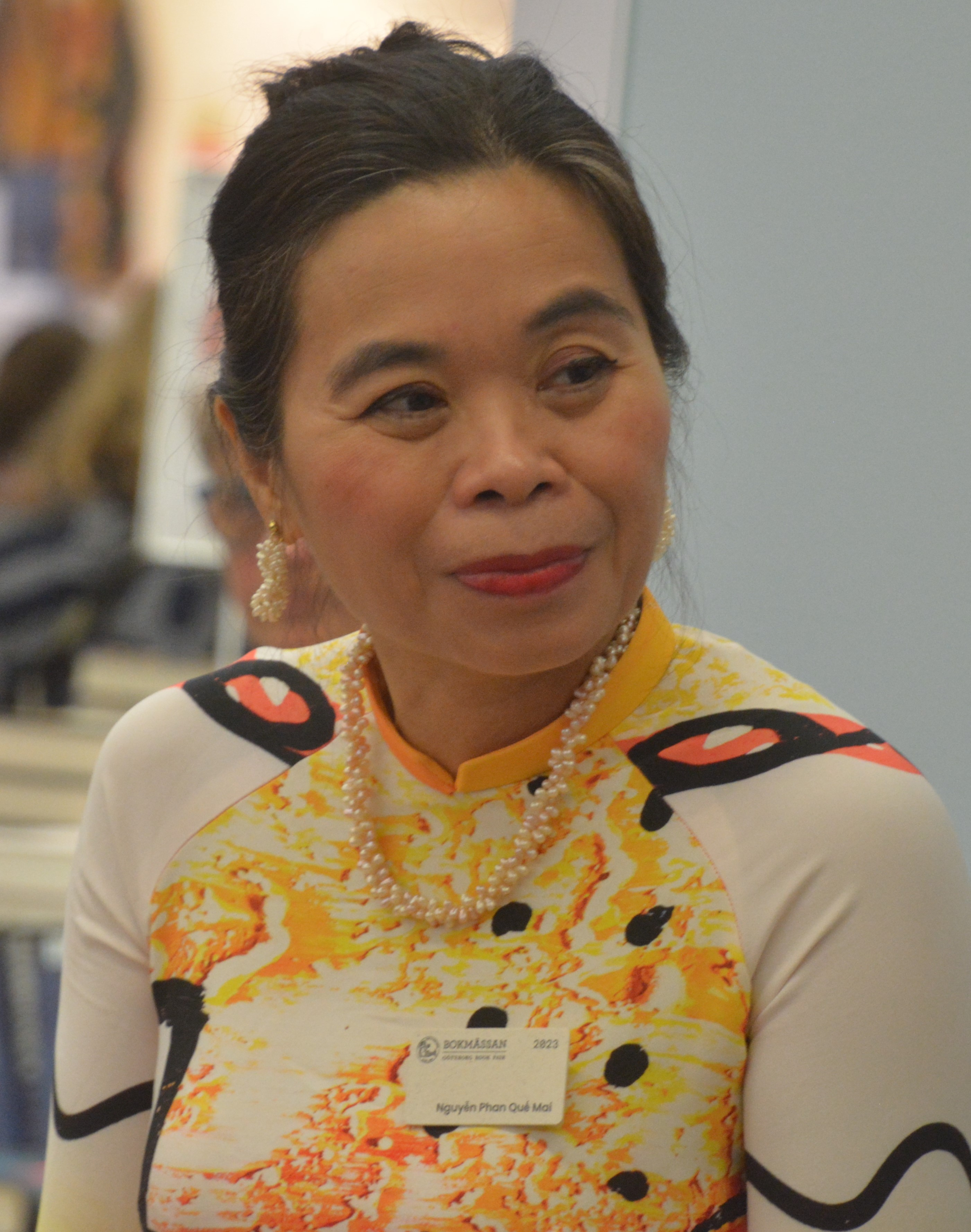
Nguyễn Phan Quế Mai, Göteborg Book Fair 2023

È conosciuta per aver scritto il romanzo Quando le montagne cantano e per aver pubblicato libri di poesia, narrativa e saggistica in lingua vietnamita e inglese.

## Biografia
Nguyễn Phan Quế Mai nasce in un villaggio nel nord del Vietnam nel 1973. A sette anni migra con la famiglia nel Delta del Mekong.  I suoi genitori sono insegnanti e coltivatori di riso; per aiutare la famiglia svolge diversi lavori tra cui la coltivatrice di riso e la venditrice di verdure e sigarette.
Nel 1992 riceve una borsa di studio dal governo australiano che le permette di studiare quattro anni a Melbourne, per poi laurearsi in economia aziendale e amministrazione aziendale alla Monash University.
Torna in Vietnam dove contribuisce allo sviluppo sostenibile del suo Paese attraverso la sua posizione presso le organizzazioni internazionali, comprese le agenzie delle Nazioni Unite. Fonda Chắp Cánh Ước Mơ Volunteer Group, un gruppo di volontariato per sostenere i bambini ammalati di cancro.
Nel 2012 riceve una borsa di studio dalla Lancaster University e inizia così un master in scrittura creativa che conclude nel 2020 con il dottorato.
Nel 2021 entra a far parte dell'organizzazione no-profit Room to Read, promuovendo l'alfabetizzazione e l'accesso alle biblioteche scolastiche nelle aree più povere.
Nguyễn Phan Quế Mai ha due figli; suo marito lavora negli ambiti dello sviluppo e della riduzione della povertà. Nel 2023 è impegnata nello sviluppo sostenibile del Vietnam, oltre che scrivere per diversi giornali vietnamiti come il Tuổi Trẻ. È Peace Ambassador di PeaceTree Vietnam, un'organizzazione che lavora per rimuovere le bombe inesplose in Vietnam ed è ambasciatrice dell'organizzazione no-profit DVAN che sostiene gli scrittori vietnamiti.

## Opere
- (EN) The Secret of Hoa Sen, BOA Editions, 2014, ISBN 9781938160523..[11][12]
- (VI) Tổ quốc gọi tên mình, Nhà Xuất Bản Phụ Nữ, 2015.[13][12]
- (VI) Hạt muối rong chơi, Nhà Xuất Bản Phụ Nữ, 2016.[14][12]
- (EN) Earth Cakes and Sky Cakes, Benchmark Education, 2019, ISBN 9781987336559.[15][12]
- (EN) The mountains sing, Algonquin Books, 2020, ISBN 9781616208189.[16][12]

 Quando le montagne cantano, traduzione di Francesca Toticchi, Editrice Nord, 2021, ISBN 9788842933526.
- (EN) Dust Child, Algonquin Books, 2023, ISBN 9781643752754.[18][12]

## Riconoscimenti e Premi
Nguyễn Phan Quế Mai è stata nominata tra le 20 donne vietnamite ispiratrici nel 2021 da Forbes Việt Nam.

### Premi
- Poetry of the Year 2010 from the Hanoi Writers Association.[4]
- Prima classificata del BookBrowse Debut Award 2020.[20]
- Prima classificata del Lannan Literary Award Fellowship 2020.[21]
- Prima classificata del PEN Oakland/Josephine Miles Literary Award 2021.[22]
- Seconda classificata del Dayton Literary Peace Prize 2021 per la narrativa.[23]
- Prima classificata del International Book Awards 2021 per la narrativa letteraria e multiculturale.[24]
- Prima classificata del NB Blogger's Book Prize 2021.[25]